# Seriate
Seriate là một đô thị ở tỉnh Bergamo trong vùng Lombardia của nước Ý, có vị trí cách khoảng 50 km về phía đông bắc của Milano và khoảng 4 km về phía đông nam của Bergamo. Tại thời điểm ngày 31 tháng 12 năm 2004, đô thị này có dân số 21.628 người và diện tích là 12,4 km².
Đô thị Seriate có các frazioni (đơn vị cấp dưới, chủ yếu là các làng) Comonte, Cassinone and Paderno.
Seriate giáp các đô thị: Albano Sant'Alessandro, Bagnatica, Bergamo, Brusaporto, Calcinate, Cavernago, Gorle, Grassobbio, Orio al Serio, Pedrengo.